# RP XI (schip, 1939)
De RP XI is een voormalige patrouilleboot van de Nederlandse politie, in 1939 opgeleverd door de Arnhemsche Stoomsleephelling Maatschappij naar een ontwerp van H.W. de Voogt uit Haarlem. In de Tweede Wereldoorlog werd het eerst voor de Nederlandse en later voor de Duitse overheid ingezet. In 1962 is de patrouilleboot aangepast. Na 1989 is de boot in gebruik genomen door Duikteam Zeester (later Wrakduikteam Zeester).

## Bouw
De RP XI en het oudere zusterschip de RP IX werden gebouwd naar De Voogts ontwerp nummer 912; het bouwnummer van de RP XI was 271. Deze had een lengte van 16,50 meter, een breedte van 3,80 meter en een diepgang van 1,40 meter. Er werd een Kromhout-Gardner-motor geïnstalleerd, waardoor het schip een snelheid van ongeveer 10 mijl per uur kon behalen. De boot heeft een rondspantromp die gelast en geklinknageld is, waardoor het schip een stevige constructie kreeg.

## Gebruik en aanpassingen

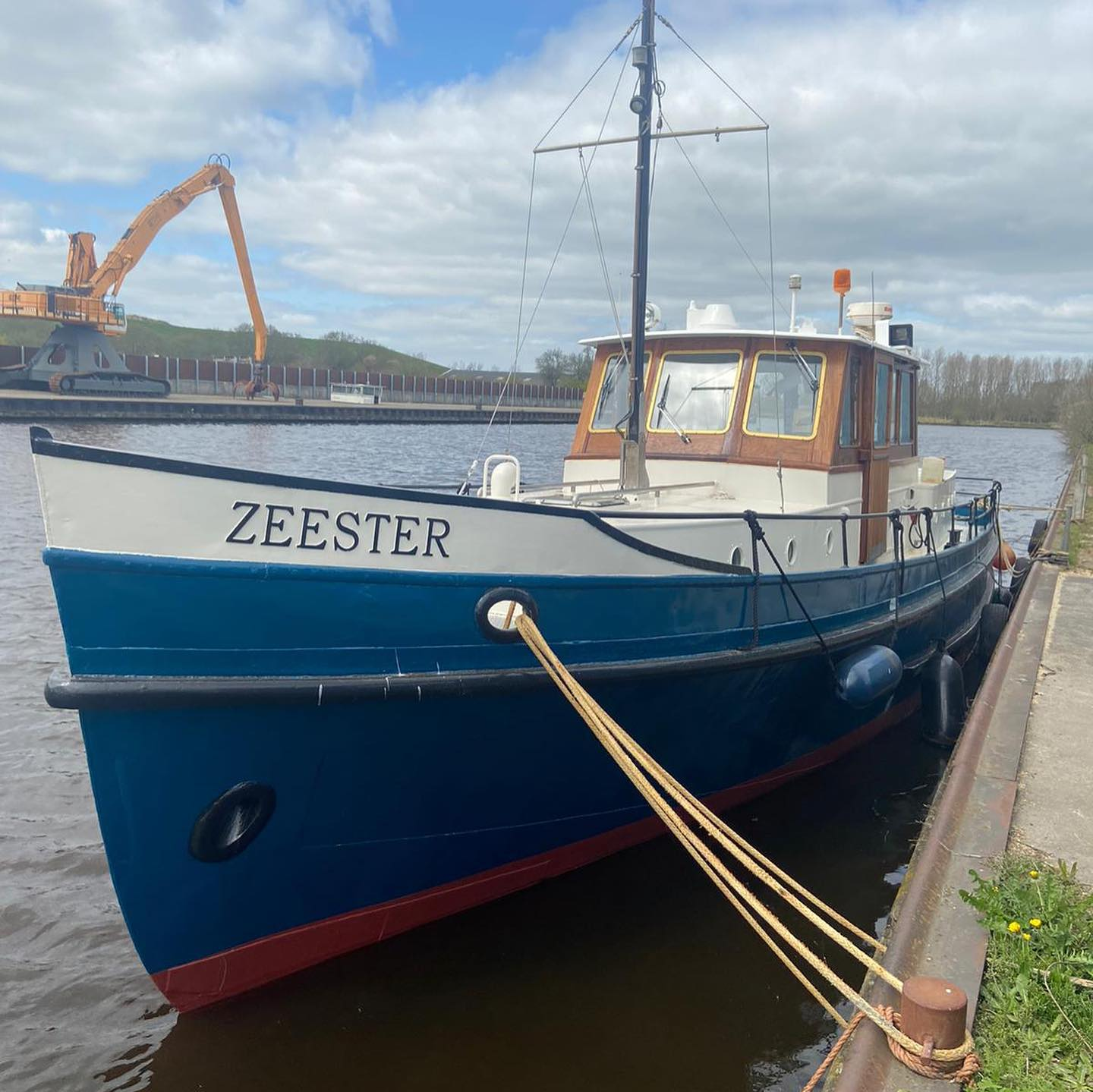

In 1939 werd het schip in dienst genomen bij de Rijksrivierenpolitie als patrouilleboot RP XI. Het schip werd ingezet op de Rijn bij Millingen. In de praktijk werkte het voor de Koninklijke Marine, maar omdat die in vredestijd geen opsporingsbevoegdheid had, werd het formeel bij de Rijksrivierenpolitie ondergebracht.
In 1939 brak de Tweede Wereldoorlog uit en in 1940 werd de RP XI overgenomen door de marine. Die zette de boot in voor onderzoeks- en bewakingsdiensten boven de rivieren. Bij de inval in mei 1940 werd het schip aan de bakboordzijde beschoten door een Duits vliegtuig, een Junkers Ju 87. Tijdens de Duitse bezetting van Nederland werd het vaartuig door de Duitsers als oorlogsbuit ingenomen en kreeg het de naam HR 12 bij de Rheinfluss Sicherungs FL_1 Gruppe De Rijp. Van 1942 tot 1945 stond dit schip bekend als de HR 45 bij de 18e Kriegsfischkutterflottille.Bij de Duitse marine kreeg het schip ook een ander anker, waarop een hakenkruis was gegraveerd. Gedurende de oorlogsperiode onderging het schip verschillende veranderingen en aanpassingen om te voldoen aan de behoeften van de Duitse marine.
In 1946 werd het schip opnieuw in dienst genomen in Nederland als patrouilleboot. Tijdens deze periode onderging het schip enkele aanpassingen om de zeewaardigheid te verbeteren. Een nieuwe stuurhut werd geplaatst en de boeg werd verhoogd. In 1962 liet de overheid een zescilinder Mercedesmotor van 200 pk inbouwen. In 2007 werd de Mercedes-motor vervangen door een Deutz zescilinder.
Rond 1989 verwierf Klaas Koch het schip en doopte het om tot "Zeester". Het kreeg een rol als duik- en onderzoeksschip voor Duikteam Zeester in Lauwersoog, een groep hobbyduikers die zich richt op wrakduiken. Later ging de groep zich Wrakduikteam Zeester noemen. In 2024 droegen onderwaterfoto's van Zeester bij aan het identificeren van het wrak van de Ex Mare Gratia, een Urker viskotter met registratie UK58, die 58 jaar eerder ten noordwesten van Terschelling vergaan was.